# Плотовец (станция)
Плотовец — станция Витебского направления Октябрьской железной дороги.
Расположена к западу от деревни Плотовец, на перегоне Судома — Чихачёво, в Бежаницком районе Псковской области. Вокзал и пассажирская платформа с левой стороны. На платформе имеют остановку все проходящие через неё пригородные поезда. Кассы отсутствуют. Здание вокзала переоборудовано в пост ЭЦ 

## Путевое развитие
Путевое развитие включает в себя 3 пути - 1-й главный, 2-й и 3-й - приёмо-отправочные. Пригородные поезда и пассажирские поезда дальнего следования, имеющие остановку на станции (см. Дальнее сообщение) прибывают к 1-му или 2-му пути, в зависимости от графика движения.

## Пригородное сообщение
По состоянию на 2025 год на станции имеют остановку поезда следующих направлений:
- Дно - Новосокольники - Дно
- Псков - Великие Луки - Псков

## Дальнее сообщение
По состоянию на 2025 год на станции имеют остановку поезда следующих направлений:
| № поезда | Маршрут движения               | № поезда | Маршрут движения               |
| -------- | ------------------------------ | -------- | ------------------------------ |
| 607      | Санкт-Петербург — Великие Луки | 608      | Великие Луки — Санкт-Петербург |